# 维霍达 (卡卢什区)
48°55′42″N 23°55′6″E / 48.92833°N 23.91833°E

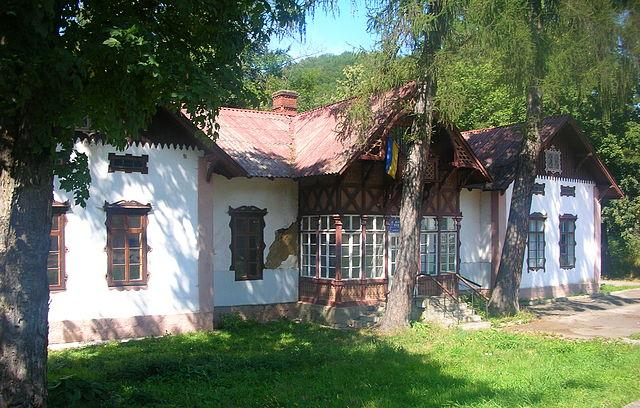
警察局

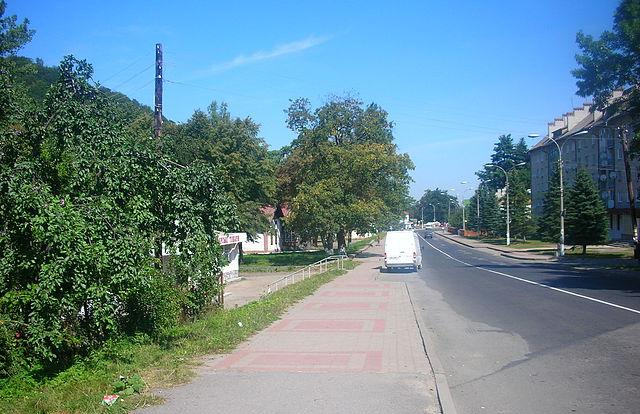

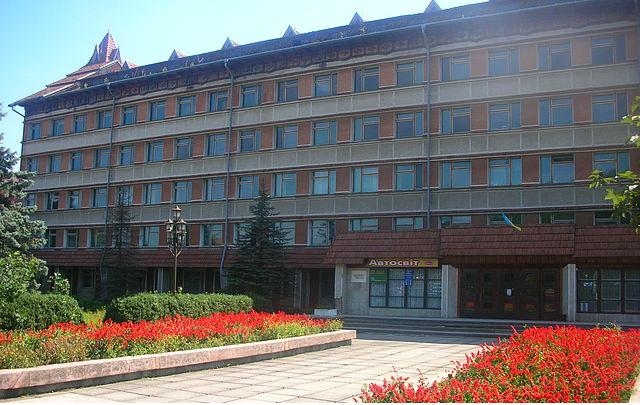

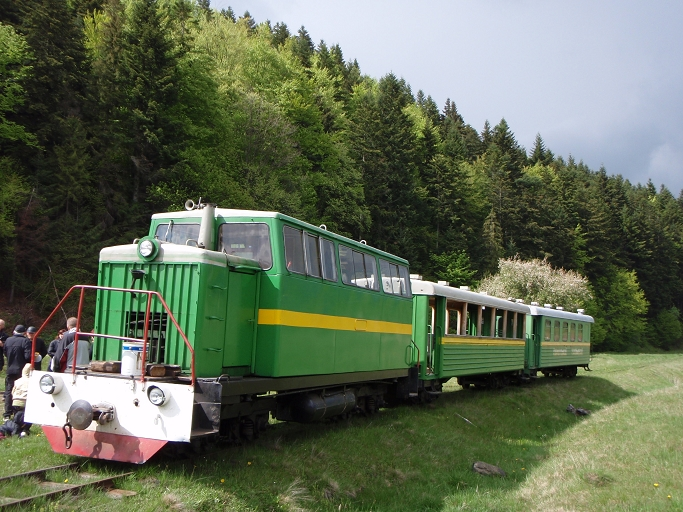

維霍達（羅馬化：Vyhoda）是位於烏克蘭西部的鎮，由伊萬諾-弗蘭科夫斯克州卡盧什區的維霍達市鎮負責管轄。該村距離州府伊萬諾-弗蘭科夫斯克70公里，面積15.9平方公里，2011年人口2,225，人口密度每平方公里140人。